# ゴホウラ
ゴホウラ（護法螺、Strombus latissimus）は、ソデボラ科（スイショウガイ科）に分類される巻貝の一種。

## 特徴
太平洋の熱帯・亜熱帯海域、日本では奄美大島以南の、水深10m程度の珊瑚礁に生息する。殻高約18cm、殻質は重厚。殻口は非常に大きく、その上方が螺塔より高いことが特徴である。外唇縁は肥厚し、上縁は丸く張り出し、下縁には深い切れ込みがある。

## 利用
弥生時代初期から九州北部などでゴホウラの殻を縦切りにして製作した貝輪が盛行し、当時の権力者（主に男性）のステータスシンボルであったと考えられる。また生息地近くの沖縄本島などでこの貝輪を生産したと考えられる遺跡が多数知られており、ここで粗加工され交易されていたと考えられる。
弥生時代中期にはこの貝輪を模したと思われる青銅器である有鉤銅釧（ゆうこうどうくしろ）が現れ、古墳時代前期には東日本まで広まった。